# Coppa della Germania Est 1963-1964
La Coppa della Germania Est 1963-64 fu la tredicesima edizione della competizione.

## Turno di qualificazione
| Casa                            |   | Trasferta                         | Risultato |
| ------------------------------- | - | --------------------------------- | --------- |
| BSG Motor Süd Brandenburg II    | – | BSG Motor Stralsund               | 2–5       |
| SC Cottbus II                   | – | BSG Motor Schkeuditz              | 4–3       |
| BSG Einheit Wernigerode         | – | TSG Wismar                        | 5–4       |
| BSG Empor Halle                 | – | BSG Gückauf Bleicherode           | 4–0       |
| BSG Motor Gispersleben          | – | BSG Lokomotive Meiningen          | 5–3       |
| SG Dynamo Gera                  | – | BSG Motor Sonneberg               | 4–1       |
| BSG Motor Steinach II           | – | BSG Motor Rudisleben              | 1–5       |
| BSG Motor Dresden/Niedersedlitz | – | BSG Chemie Glauchau               | 1–3 dts   |
| BSG Rotation Berlin             | – | BSG Stahl Eisenhüttenstadt II     | 5–3       |
| BSG Empor Wurzen                | – | BSG Chemie Bitterfeld             | 2–4       |
| BSG Chemie Lauscha              | – | BSG Einheit Reichenbach           | 3–0       |
| BSG Deutsche Lufthansa Berlin   | – | BSG Motor Süd Brandenburg         | 4–3       |
| BSG Motor Aschersleben          | – | BSG Motor Schönebeck              | 3–2       |
| BSG Einheit Elsterberg          | – | BSG Motor Mitte Suhl              | 4–3       |
| BSG Motor Nord Erfurt           | – | BSG Motor Köthen                  | 1–2       |
| BSG Aufbau Großräschen          | – | BSG Motor Görlitz                 | 1–4       |
| BSG Aktivist Geiseltal          | – | SG Dynamo Erfurt                  | 0–3       |
| BSG Lokomotive Zittau           | – | BSG Aktivist Laubusch             | 5–1       |
| BSG Motor Veilsdorf             | – | BSG Motor Eisenach                | 6–2       |
| BSG Rotation Babelsberg         | – | BSG Chemie Veritas Wittenberge    | 3–6       |
| BSG Stahl Thale                 | – | BSG Aktivist Kali-Werra Tiefenort | 3–2       |
| TSG Gröditz                     | – | BSG Aktivist Böhlen               | 2–0       |
| ASG Vorwärts Rostock II         | – | SC Traktor Schwerin               | 1–2       |
| BSG Tiefbau Berlin              | – | BSG Chemie Schwarzheide           | 2–4       |
| BSG Motor Neuhaus/Schierschitz  | – | BSG Motor WeMa Plauen             | 2–3       |
| BSG Motor Ammendorf             | – | BSG Motor Zeiss Jena              | 3–0       |
| ASG Vorwärts Schwerin           | – | SC Potsdam II                     | 2–1       |
| BSG Chemie Riesa                | – | BSG Lokomotive Ost Leipzig        | 2–4       |
| BSG Motor Gohlis Nord Leipzig   | – | BSG Motor Brand Langenau          | Walkover  |
| BSG Einheit Greifswald II       | – | BSG Motor Hennigsdorf             | 1–3       |
| BSG Empor Neustrelitz           | – | BSG Motor Warnowwerft Rostock     | 3–2       |
| SG Dynamo Schwerin II           | – | BSG Lokomotive Kirchmöser         | 0–2       |
| HSG Wissenschaft Freiberg       | – | BSG Fortschritt Greiz             | 2–0       |
| ASG Vorwärts Karpin             | – | BSG Stahl Hennigsdorf             | 4–0       |
| BSG Lokomotive Wittenberge      | – | SG Adlershof Berlin               | 2–1       |
| ASG Vorwärts Perleberg          | – | BSG Einheit Burg                  | 2–3       |
| BSG Motor Werdau                | – | BSG Chemie Schwarza               | 1–0       |
| TSG Fürstenwalde                | – | SG Lichtenberg 47 Berlin          | 4–4 dts   |
| BSG Motor Rathenow              | – | BSG Motor Eberswalde              | 1–1 dts   |
| BSG Motor Dessau                | – | HSG Wissenschaft Halle            | 3–0       |
| TSG Velten                      | – | BSG Lokomotive Waren              | ?–?       |

### Ripetizioni
| Casa                     |   | Trasferta          | Risultato |
| ------------------------ | - | ------------------ | --------- |
| SG Lichtenberg 47 Berlin | – | TSG Fürstenwalde   | 5–2       |
| BSG Motor Eberswalde     | – | BSG Motor Rathenow | 9–2       |

## 1º turno
| Casa                           |   | Trasferta                      | Risultato |
| ------------------------------ | - | ------------------------------ | --------- |
| SC Einheit Dresden             | – | BSG Stahl Eisenhüttenstadt     | 0–1 dts   |
| SG Dynamo Erfurt               | – | SC Fortschritt Weißenfels      | 0–3       |
| BSG Motor Bautzen              | – | ASG Vorwärts Cottbus           | 2–1       |
| BSG Motor Dessau               | – | SG Dynamo Eisleben             | 0–4       |
| BSG Motor Hennigsdorf          | – | SG Dynamo Hohenschönhausen     | 3–4       |
| BSG Motor Stralsund            | – | ASG Vorwärts Rostock           | 1–4       |
| SG Lichtenberg 47 Berlin       | – | TSC Berlin (Oberschöneweide)   | 1–2       |
| BSG Motor Rudisleben           | – | BSG Chemie Zeitz               | 0–2       |
| BSG Glauchau                   | – | BSG Motor Ammendorf            | 1–2       |
| TSG Velten                     | – | BSG Einheit Greifswald         | 0–4       |
| BSG Motor Brand Langenau       | – | BSG Wismut Gera                | 1–2       |
| BSG Chemie Bitterfeld          | – | SC Potsdam                     | 0–1       |
| BSG Motor Köthen               | – | BSG Stahl Riesa                | 0–1       |
| BSG Lokomotive Kirchmöser      | – | ASG Vorwärts Neubrandenburg    | 1–3       |
| BSG Motor Eberswalde           | – | ASG Vorwärts Karpin            | 3–2       |
| BSG Chemie Schwarzheide        | – | SG Dynamo Dresden              | 0–1       |
| BSG Motor Görlitz              | – | SC Cottbus                     | 3–2       |
| SC Cottbus II                  | – | BSG Lokomotive Zittau          | 0–1       |
| SG Dynamo Gera                 | – | BSG Motor Werdau               | 1–2       |
| BSG Empor Neustrelitz          | – | SC Frankfurt/Oder              | 3–1 dts   |
| BSG Einheit Burg               | – | BSG Stahl Thale                | 3–4 dts   |
| BSG Einheit Wernigerode        | – | BSG Motor Aschersleben         | 1–4       |
| BSG Chemie Veritas Wittenberge | – | BSG Deutsche Lufthansa Berlin  | 4–0       |
| SC Traktor Schwerin            | – | BSG Turbine Magdeburg          | 4–2       |
| BSG Motor WeMa Plauen          | – | BSG Stahl Lippendorf           | 4–0       |
| BSG Lokomotive Ost Leipzig     | – | TSG Gröditz                    | 1–2       |
| BSG Lokomotive Halberstadt     | – | SG Dynamo Schwerin             | 3–2       |
| BSG Motor Nordhausen West      | – | BSG Motor Veilsdorf            | 4–1       |
| BSG Empor Halle                | – | BSG Aktivist Karl-Marx Zwickau | 1–4       |
| BSG Motor Gispersleben         | – | BSG Motor West Karl-Marx-Stadt | 2–1       |
| BSG Motor Köpenick Berlin      | – | ASG Vorwärts Schwerin          | 4–2       |
| SC Neubrandenburg              | – | BSG Lokomotive Wittenberge     | 7–0       |
| BSG Stahl Eisleben             | – | BSG Einheit Elsterberg         | 2–1       |
| BSG Chemie Lauscha             | – | BSG Motor Weimar               | 1–2       |
| BSG Rotation Berlin            | – | BSG Chemie Wolfen              | 1–4       |
| HSG Wissenschaft Freiberg      | – | ASG Vorwärts Leipzig           | 2–1       |

## 2º turno
| Casa                        |   | Trasferta                      | Risultato |
| --------------------------- | - | ------------------------------ | --------- |
| BSG Lokomotive Zittau       | – | SG Dynamo Dresden              | 2–1       |
| BSG Wismut Gera             | – | BSG Motor Nordhausen West      | 3–1       |
| BSG Chemie Wolfen           | – | SC Neubrandenburg              | 3–5       |
| BSG Stahl Thale             | – | BSG Lokomotive Halberstadt     | 0–1 dts   |
| BSG Motor Werdau            | – | BSG Motor Bautzen              | 0–2       |
| SG Dynamo Hohenschönhausen  | – | BSG Stahl Eisleben             | 4–3 dts   |
| ASG Vorwärts Neubrandenburg | – | BSG Motor Eberswalde           | 4–0       |
| ASG Vorwärts Rostock        | – | BSG Chemie Veritas Wittenberge | 2–1       |
| BSG Chemie Zeitz            | – | BSG Motor Gispersleben         | 4–0       |
| BSG Motor Weimar            | – | BSG Motor WeMa Plauen          | 7–2 dts   |
| BSG Stahl Eisenhüttenstadt  | – | BSG Motor Görlitz              | 3–1       |
| SG Dynamo Eisleben          | – | BSG Motor Köpenick Berlin      | 2–1       |
| BSG Motor Ammendorf         | – | SC Fortschritt Weißenfels      | 2–0       |
| BSG Einheit Greifswald      | – | SC Traktor Schwerin            | 3–2       |
| TSG Gröditz                 | – | BSG Aktivist Karl-Marx Zwickau | 0–0 dts   |
| BSG Motor Aschersleben      | – | TSC Berlin                     | 1–1 aet   |
| SC Potsdam                  | – | BSG Empor Neustrelitz          | 2–2 aet   |
| BSG Stahl Riesa             | – | HSG Wissenschaft Freiberg      | 1–1 dts   |

### Ripetizioni
| Casa                           |   | Trasferta              | Risultato |
| ------------------------------ | - | ---------------------- | --------- |
| BSG Aktivist Karl-Marx Zwickau | – | TSG Gröditz            | 5–1       |
| TSC Berlin                     | – | BSG Motor Aschersleben | 4–0       |
| BSG Empor Neustrelitz          | – | SC Potsdam             | 1–0       |
| HSG Wissenschaft Freiberg      | – | BSG Stahl Riesa        | ?–?       |

## 3º turno
| Casa                           |   | Trasferta                   | Risultato |
| ------------------------------ | - | --------------------------- | --------- |
| BSG Wismut Aue                 | – | ASG Vorwärts Neubrandenburg | 0–3       |
| BSG Motor Ammendorf            | – | SC Empor Rostock            | 0–1       |
| BSG Lokomotive Zittau          | – | ASK Vorwärts Berlin         | 0–4       |
| SC Karl-Marx-Stadt             | – | BSG Motor Steinach          | 0–2       |
| TSC Berlin                     | – | BSG Lokomotive Stendal      | 0–1       |
| BSG Chemie Zeitz               | – | BSG Wismut Gera             | 1–0 dts   |
| SC Neubrandenburg              | – | BSG Motor Zwickau           | 1–3       |
| BSG Motor Bautzen              | – | SC Motor Jena               | 1–2       |
| BSG Empor Neustrelitz          | – | SG Dynamo Hohenschönhausen  | 7–0       |
| BSG Motor Weimar               | – | SC Turbine Erfurt           | 2–0       |
| BSG Stahl Riesa                | – | SG Dynamo Eisleben          | 0–1       |
| BSG Aktivist Karl-Marx Zwickau | – | SC Aufbau Magdeburg         | 1–2       |
| BSG Chemie Leipzig             | – | BSG Stahl Eisenhüttenstadt  | 1–0       |
| BSG Lokomotive Halberstadt     | – | SC Leipzig                  | 1–4       |
| SC Dynamo Berlin               | – | BSG Einheit Greifswald      | 10–0      |
| ASG Vorwärts Rostock           | – | SC Chemie Halle             | 2–2       |

### Ripetizione
| Casa            |   | Trasferta            | Risultato |
| --------------- | - | -------------------- | --------- |
| SC Chemie Halle | – | ASG Vorwärts Rostock | 3–1       |

## Ottavi
(15 marzo 1964)
| Casa                        |   | Trasferta          | Risultato |
| --------------------------- | - | ------------------ | --------- |
| SC Leipzig                  | – | SC Chemie Halle    | 4–0       |
| SG Dynamo Eisleben          | – | SC Dynamo Berlin   | 0–1       |
| BSG Empor Neustrelitz       | – | SC Motor Jena      | 1–2       |
| ASG Vorwärts Neubrandenburg | – | BSG Chemie Leipzig | 2–1       |
| BSG Motor Zwickau           | – | BSG Motor Weimar   | 2–0       |
| SC Aufbau Magdeburg         | – | BSG Chemie Zeitz   | 2–0       |
| BSG Lokomotive Stendal      | – | SC Empor Rostock   | 2–5       |
| ASK Vorwärts Berlin         | – | BSG Motor Steinach | 4–2       |

## Quarti
(22 aprile 1964)
| Casa             |   | Trasferta                   | Risultato |
| ---------------- | - | --------------------------- | --------- |
| SC Empor Rostock | – | BSG Motor Zwickau           | 0–1       |
| SC Motor Jena    | – | ASK Vorwärts Berlin         | 2–1       |
| SC Dynamo Berlin | – | SC Aufbau Magdeburg         | 1–4       |
| SC Leipzig       | – | ASG Vorwärts Neubrandenburg | 7–2       |

## Semifinali
(20 maggio 1964)
| Casa                |   | Trasferta     | Risultato |
| ------------------- | - | ------------- | --------- |
| SC Aufbau Magdeburg | – | SC Motor Jena | 3–2       |
| BSG Motor Zwickau   | – | SC Leipzig    | 2–3 dts   |

## Finale
| Arbitro: | Gerhard Kunze (Karl-Marx-Stadt) |

|                               |           |                         |
| Walter 39’, 74’ Stöcker 90+4’ | Marcatori | 7’ Faber 37’ Engelhardt |

| MAGDEBURG:   |  |                        |  |
|              |  |                        |  |
| GK           |  | Hans-Georg Moldenhauer |  |
| FB           |  | Rainer Wiedemann       |  |
| FB           |  | Hans-Dieter Busch      |  |
| FB           |  | Rolf Retschlag         |  |
| HB           |  | Günter Kubisch         |  |
| HB           |  | Günter Fronzeck        |  |
| LW           |  | Hermann Stöcker        |  |
| IF           |  | Günter Hirschmann      |  |
| CF           |  | Klaus Lehmann          |  |
| IF           |  | Günter Behne           |  |
| RW           |  | Joachim Walter         |  |
| Allenatore:  |  |                        |  |
| Ernst Kümmel |  |                        |  |

| LEIPZIG:      |  |                    |  |
|               |  |                    |  |
| GK            |  | Peter Nauert       |  |
| FB            |  | Manfred Geisler    |  |
| FB            |  | Michael Faber      |  |
| FB            |  | Klaus Pfeufer      |  |
| HB            |  | Karl Drößler       |  |
| HB            |  | Volker Trojan      |  |
| LW            |  | Arno Zerbe         |  |
| IF            |  | Reinard Trölitzsch |  |
| CF            |  | Henning Frenzel    |  |
| IF            |  | Volker Franke      |  |
| RW            |  | Dieter Engelhardt  |  |
| Allenatore:   |  |                    |  |
| Rudolf Krause |  |                    |  |

## Campioni
| Coppa della Germania Est 1963-64 |
| -------------------------------- |
| SC Aufbau Magdeburg Primo titolo |